# Bielawy
Bielawy è un comune rurale polacco del distretto di Łowicz, nel voivodato di Łódź.
Ricopre una superficie di 164,01 km² e nel 2004 contava 6 097 abitanti.